# Trukcharopa
Trukcharopa é um género de gastrópode  da família Charopidae.
Este género contém as seguintes espécies:
- Trukcharopa trukana